# Breitzahn-Langnasenfledermaus
Die Breitzahn-Langnasenfledermaus (Anoura latidens) ist ein mit mehreren disjunkten Populationen im nördlichen Südamerika verbreitetes Fledertier in der Unterfamilie der Blütenfledermäuse. Das Typusexemplar stammt aus dem Distrito Capital in Venezuela.

## Merkmale
Die Art ist eine der größeren innerhalb ihrer Gattung und wird 59 bis 77 mm lang. Ein Schwanz fehlt, die Unterarme sind 40 bis 46 mm lang, die Länge der Hinterfüße beträgt 11 bis 16 mm, die Ohren sind 11 bis 17 mm lang und das Gewicht liegt bei 15 g oder etwas höher. Auf der Oberseite sind die Haare an der Wurzel hell graubraun und werden zur Spitze hin dunkler. Unterseits ist die Färbung etwas heller und die Kehle ist weißlich. Auffällig sind eine sehr schmale Schwanzflughaut und eine unscheinbarer Fersensporn (Calcar). Die Fledermaus hat eine lange Schnauze, keine Schneidezähne im Unterkiefer und die namensgebenden breiten Prämolaren im Oberkiefer. Alle Vertreter der Gattung Anoura besitzen ein einfaches Nasenblatt.

## Verbreitung
Eine Population reicht vom Norden Venezuelas und vom Nordosten Kolumbiens über die Gebirge Kolumbiens. Eine weitere ist im zentralen Venezuela und in angrenzenden Gebieten von Guyana verbreitet. Die dritte Population bewohnt die östlichen und westlichen Andenketten von Peru bis etwa Lima. Die Breitzahn-Langnasenfledermaus lebt im Flach- und Bergland zwischen 50 und 2100 Meter Höhe. Selten werden 2600 Meter Höhe erreicht. Sie hält sich in tropischen Bergwäldern auf und besucht gelegentlich trockene Wälder, Obstplantagen, offene Siedlungen oder Küstenwälder.

## Lebensweise
Die nachtaktive Breitzahn-Langnasenfledermaus ruht am Tage in Höhlen, Baumhöhlen oder Felsspalten und bildet kleine Gruppen. Die Nahrung besteht hauptsächlich aus Fruchtsäften, die mit Pollen, Nektar und wenigen Insekten komplettiert werden. Die Nahrung ist reich an Kohlenhydraten, was eine hohe Verdauungsrate und eine bessere Anpassung an das Leben in Gebirgen ermöglicht. Zwischen Februar und April zeigten Weibchen keine Anzeichen von Fortpflanzungsverhalten. Ein Weibchen war im August trächtig.

## Gefährdung
Im Tiefland können sich Landschaftsveränderungen und Störungen an den Verstecken negativ auswirken. In geeigneten Habitaten kommt die Art häufig vor. Die IUCN listet die Breitzahn-Langnasenfledermaus als nicht gefährdet (least concern).